# Hemi-Sync
Hemi-Sync (Sincronização Hemisférica) é uma marca comercial de um processo desenvolvido pelo Instituto Monroe, que faz a sincronização das ondas elétricas cerebrais dos dois hemisférios, através do áudio de um CD.